# Погорелец (Тверская область)
Погорелец — деревня в Удомельском городском округе Тверской области.

## География
Деревня находится в северной части Тверской области на расстоянии приблизительно 11 км на юго-запад по прямой от железнодорожного вокзала города Удомля.

## История
Известна с 1545 года, когда в ней было 7 дворов. В 1859 году принадлежала помещикам Сназину-Тормасову и Кеппене. Дворов (хозяйств) в ней было 13 (1859 год), 20 (1886), 19 (1911), 15 (1958), 6 (1986), 2 (2000). В советское время работали колхозы «Революция», «Ударник», им. Молотова и «Рассвет». До 2015 года входила в состав Удомельского сельского поселения до упразднения последнего. С 2015 года в составе Удомельского городского округа.

## Население
Численность населения: 86 человек (1859 год), 130 (1886), 145 (1911), 38 (1958), 9 (1986),1 (русские 100 %) в 2002 году, 1 в 2010.